# Balon

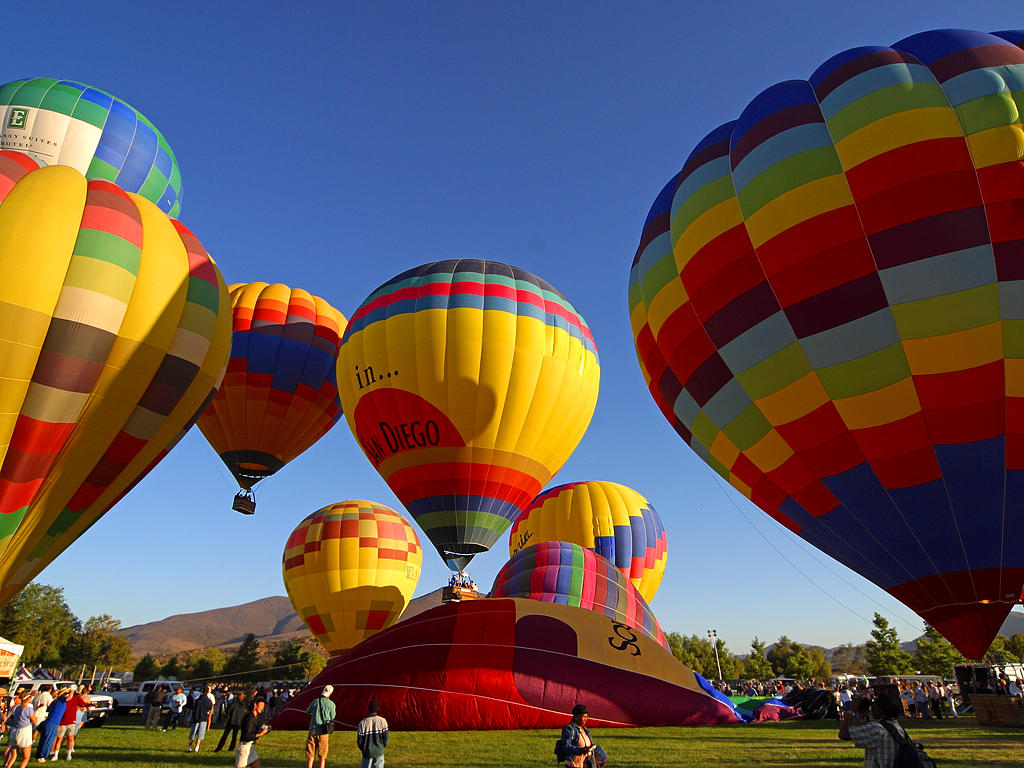
Balony

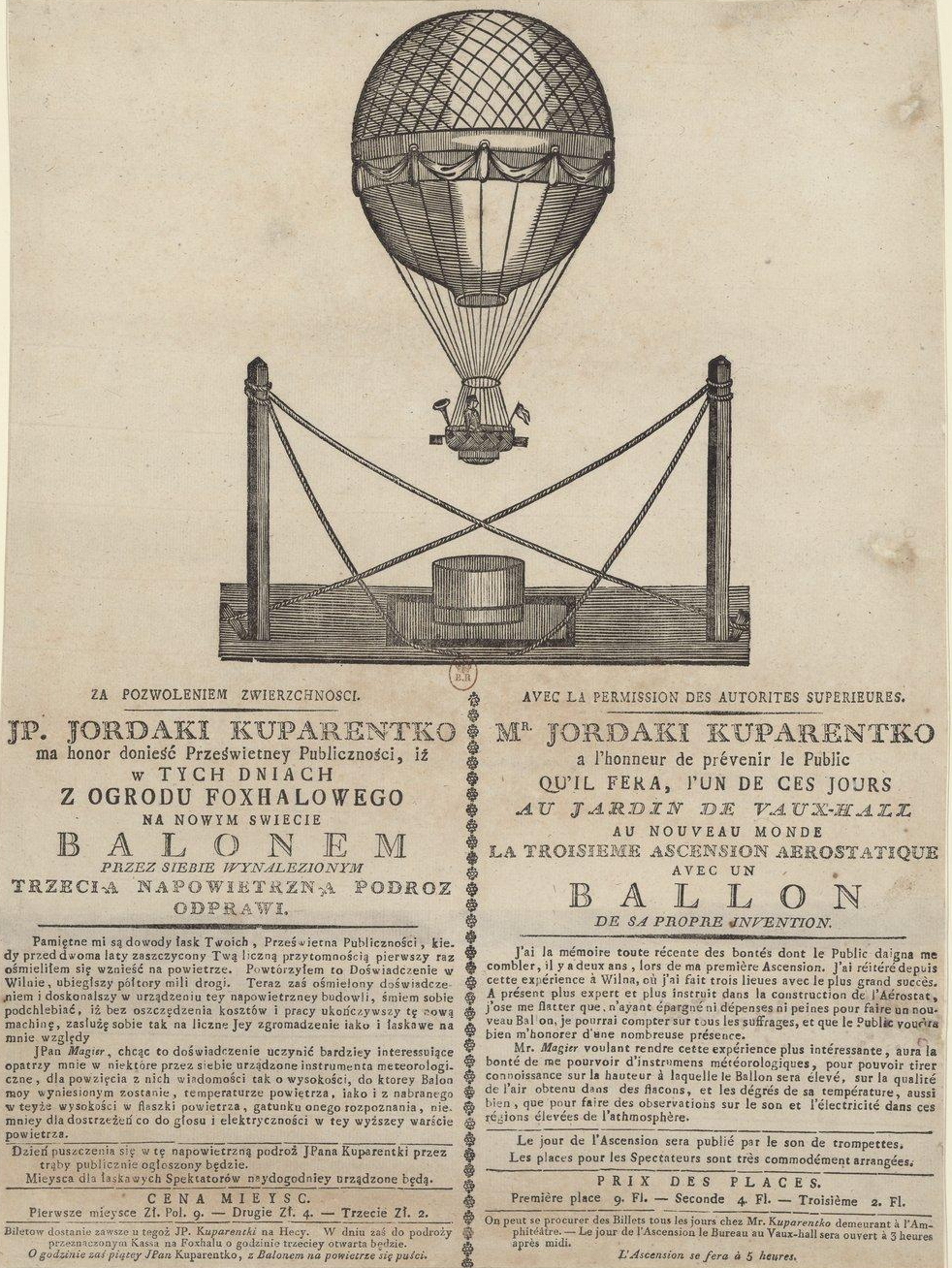
Afisz z 1808 roku reklamujący lot balonowy Jordakiego Kuparentki z ulicy Foksal w Warszawie.

Balon – statek powietrzny z grupy aerostatów (statków lżejszych od powietrza), bez napędu silnikowego. Składa się z powłoki wykonanej z nieprzepuszczalnej, lekkiej tkaniny nagumowanej lub z tworzywa sztucznego, o dużej wytrzymałości i zawieszonego pod nią kosza (gondoli).

## Podział balonów
Rozróżnia się:
- balony wolne – niezakotwiczone, przemieszczające się z wiatrem,
  - balony meteorologiczne,
  - balony stratosferyczne,
- balony na uwięzi,
  - balony obserwacyjne,
  - balony zaporowe,
  - do szkolenia skoczków spadochronowych,
  - balony widokowe[2][3].

## Historia

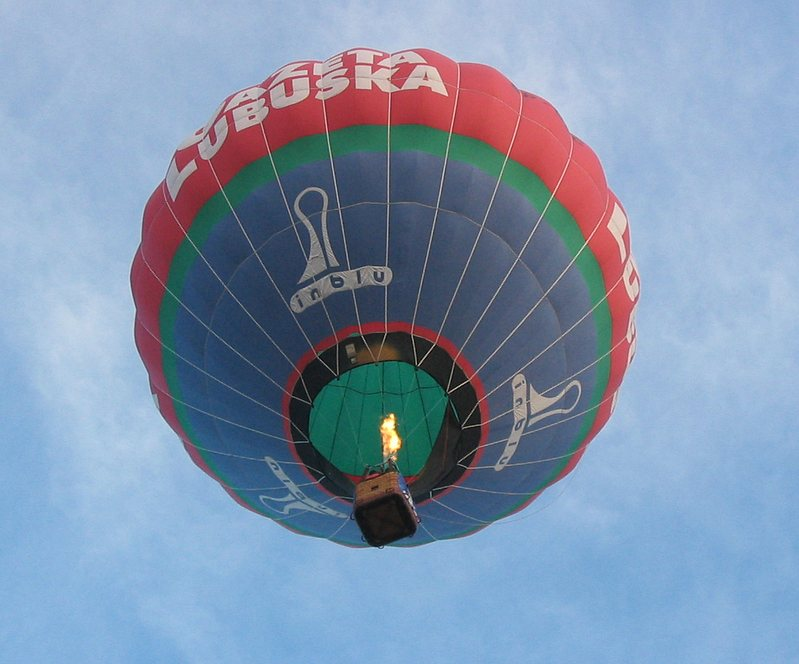
Start balonu

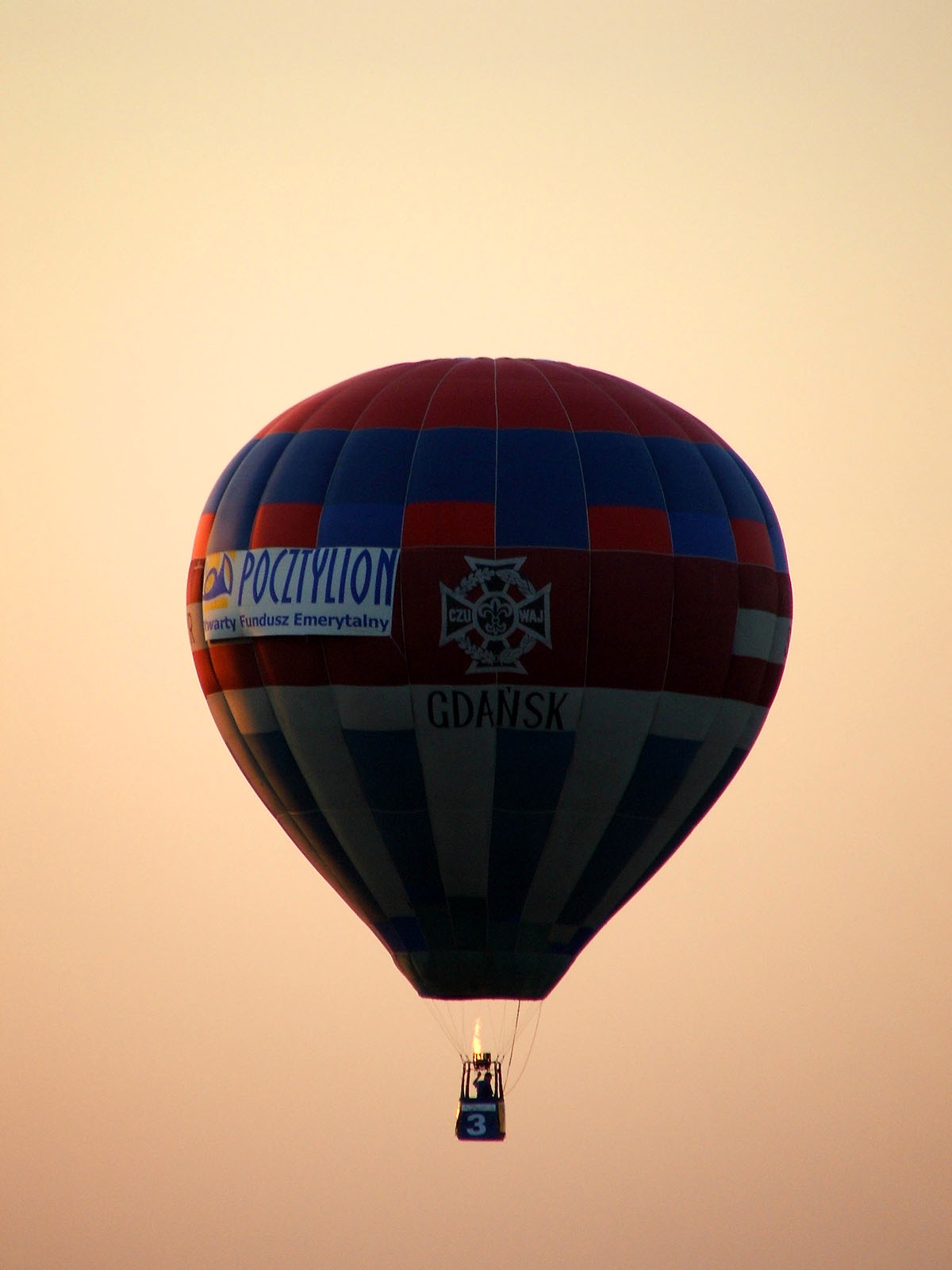
Lecący balon SP-BYR „Wzlot”

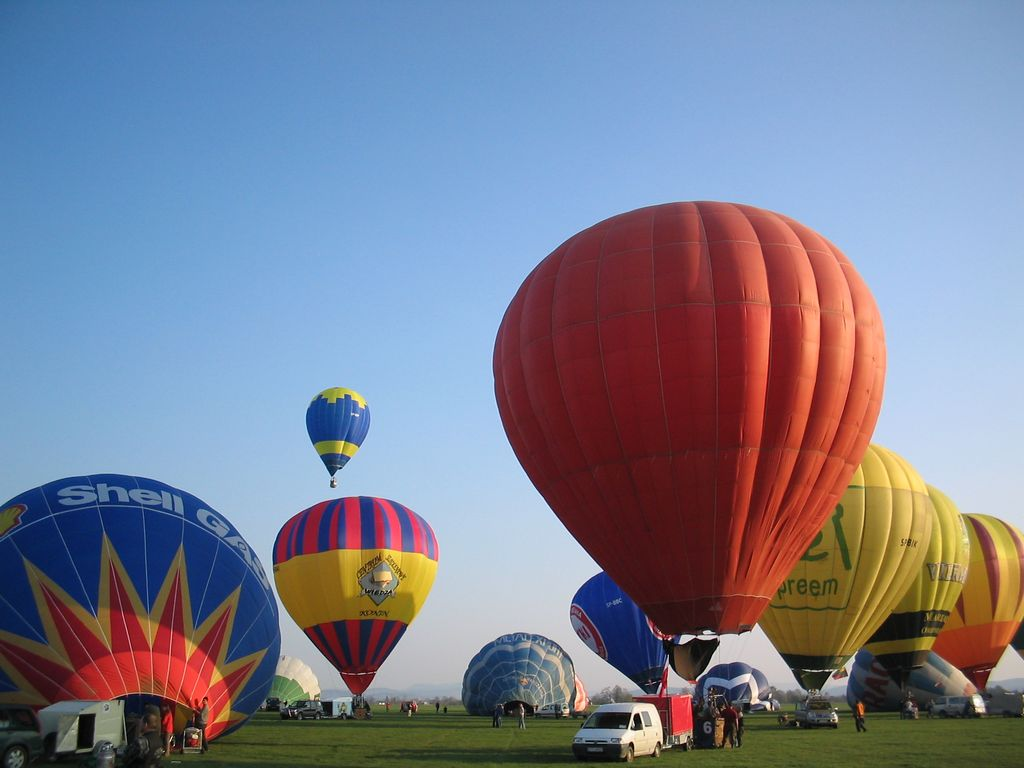
Zawody balonowe Krosno 2005

SP-BZP, pierwszy balon Harcerskiego Klubu Balonowego (najstarszy istniejący polski balon n.o.p.)

Pierwszej udokumentowanej próby wzniesienia w powietrze balonu wypełnionego gorącym powietrzem, dokonał 8 sierpnia 1709 Bartholomeo Lourenço de Gusmăo (1686–1724), kapelan nadworny portugalskiego króla Jana V.
5 czerwca 1783 bracia Joseph Michel (1740–1810) i Jacques Étienne Montgolfier (1745–1799) w Annonay dokonali pierwszej udanej próby wzlotu balonu papierowo-płóciennego (średnica ok. 12 m) Ad Astra (Ku gwiazdom), napełnionego gorącym powietrzem. Balon przeleciał 2336 m, unosząc się na wysokość ok. 1,8 km.
27 sierpnia 1783 fizyk Jacques Alexandre Charles (1746–1823), wypuścił w powietrze z Champ de Mars w Paryżu pierwszy balon (średnica 4 m) napełniony wodorem, zbudowany z pomocą braci Anne’a Jeana (1758–1820) i Nicolasa Louisa Robert (1761–1828).
19 września 1783 w Wersalu odbył się pierwszy załogowy lot. Bracia Montgolfier wraz ze szwajcarskim fizykiem Ami Argandem zbudowali balon na gorące powietrze, na pokładzie którego znalazły się baran, kogut i kaczka. Dzięki temu doświadczeniu próbowano ustalić, jaki wpływ na żywe organizmy będzie miała podróż powietrzna.
Po tej próbie rozpoczęto przygotowania do lotu z udziałem ludzi.
15 października 1783 Jean François Pilâtre de Rozier (1754–1785) wzniósł się balonem na uwięzi na wysokość 26 m. Powodzenie tych doświadczeń zadecydowało o tym, że bracia Montgolfier przygotowali balon o pojemności 2000 m³, który mógł unieść dwie osoby. 21 listopada odbył się pierwszy w historii wolny lot balonu, na pokładzie którego znaleźli się de Rozier i François Laurent d’Arlandes (1742–1809).
1 grudnia 1783 Jacques Alexandre Charles wraz z Nicolasem Louisem Robertem podczas lotu balonem wypełnionym wodorem osiągnęli wysokość 524 m. Warto dodać, że zaprojektowana przez Charles’a i wykonana przez braci Robert konstrukcja balonu była bardzo nowoczesna. Jego powłoka była wykonana z gumowanego jedwabiu i opleciona siatką, do której przymocowano gondolę. Balon został wyposażony w klapę umożliwiającą wypuszczenie gazu z powłoki oraz w balast i barometr służący do pomiaru wysokości lotu. Podobne konstrukcje balonów budowano jeszcze przez następne dwa wieki.
Od listopada 1783 próby balonowe rozpoczęto podejmować także w innych krajach poza Francją, a prasa zaczęła informować o kolejnych eksperymentach dokonywanych w Londynie, Rotterdamie, Hadze i Mediolanie.
17 lipca 1784 roku z Baltimore wystartował balon na ogrzane powietrze, finansowany przez prywatnego pasjonata, Petera Carnesa. W gondoli balonu miejsce zajął trzynastoletni chłopiec, Peter Warren, który został pierwszym Amerykaninem, który wzniósł się w powietrze.
Pierwszy balon z palnikiem na paliwo płynne wynaleźli lwowianie Ignacy Martynovych i Nepomuk Herman. W 1784 roku nad Ogrodem Bilskim we Lwowie wzbił się balon bez pasażerów z automatycznym palnikiem na paliwo płynne.

### Baloniarstwo w Polsce
Polska była jednym z pierwszych państw, w których rozpoczęto samodzielne eksperymenty w tej dziedzinie. Pod względem liczby i jakości doświadczeń z balonami Polska w XVIII wieku znalazła się zaraz po Francji na drugim miejscu. Prekursorem awiacji w Polsce był polski wynalazca włoskiego pochodzenia Tytus Liwiusz Burattini, który ok. 1637 roku napisał traktat Il volare non e imposible come fin hora universalmente e stato creduto (pol. Latanie nie jest niemożliwe, tak jak to dotychczas powszechnie sądzono). W pracy tej, na 133 lata przed balonem braci Montgolfier, wysunął koncepcję wykonywania lotów z wykorzystaniem gazu lżejszego od powietrza .
17 stycznia 1784 w Krakowie, w dzielnicy Wesoła, rozpoczęły się udane eksperymenty ze wzlotem balonu. Inicjatorami byli krakowscy uczeni: Jan Śniadecki, Jan Dominik Jaśkiewicz, Franciszek Scheidt i Jan Szaster. 12 lutego 1784 roku wypuszczono w przestrzeń powietrzną pierwszy balon w Warszawie. Dokonał tego nadworny chemik i mineralog królewski Stanisław Okraszewski (1744–1824). Balon, mający niespełna 1 m średnicy, został napełniony wodorem. Utrzymywany na linie, wzniósł się na wysokość ok. 180 m i pozostawał w powietrzu ok. 3 minut, a przeniesiony następnie do wysokiej sali, utrzymywał się pod jej sufitem ok. 1 godziny. Próba odbyła się w obecności króla Stanisława Augusta Poniatowskiego i licznych widzów. Kolejne doświadczenie przeprowadził Stanisław Okraszewski nad brzegiem Wisły 6 marca 1784. Przy wystrzałach z dział balon, utrzymywany na linach, wzbijał się w powietrze dwukrotnie. Po raz trzeci zaś wzleciał bez uwięzi, kierując się w stronę Kobyłki. Po 22 min stracono go z oczu. Spadł w pobliżu Słupna koło Radzymina, w odległości ponad 20 km od miejsca startu. W tym samym miesiącu w Krakowie ponownie dokonano prób z balonem papierowym, wypełnionym gorącym powietrzem. 1 kwietnia 1784 balon w kształcie połączonych podstawami piramid wzniósł się na wysokość ok. 4700 m i utrzymywał się w powietrzu przez 33 minuty. W marcu podobne próby odbyły się we Lwowie.
Pierwszy w Polsce lot balonu załogowego odbył się zaś 10 maja 1789. Z ogrodu Foksal w Warszawie, w obecności króla Stanisława Augusta Poniatowskiego, wystartował aerostat pilotowany przez Francuza Jeana Pierre’a Blancharda (1753–1809), który wzniósł się na wysokość 2 km, a po 45 minutach wylądował w Białołęce. Francuz ponownie wzleciał podczas pobytu w Warszawie dnia 14 maja 1790 roku. W locie tym brał udział również podróżnik oraz pisarz znany z powieści Rękopis znaleziony w Saragossie Jan Potocki. Został on pierwszym w historii polskim aeronautą, który wzniósł się w powietrze. Lotów balonem w Warszawie oraz Wilnie dokonywał również polski pionier awiacji rumuńskiego pochodzenia Jordaki Kuparentko (1784–1844). W 1806 podczas lotu balonem sklejonym z afiszy cyrkowych uniknął śmierci, wyskakując na spadochronie z palącego się aerostatu. Jest uznawany za pierwszego człowieka na świecie, który przeżył katastrofę lotniczą, wykorzystując ten wynalazek.
Od 1906 do I wojny światowej, następnie w okresie międzywojennym oraz ponownie od 1983 są rozgrywane najbardziej prestiżowe w sporcie balonowym zawody o Puchar Gordona Bennetta.

## Zastosowanie

### Meteorologia
Balony wykorzystywane są w meteorologii do pomiarów wyższych warstw atmosfery i mierzenia temperatury oraz ruchu mas powietrza. W Polsce pierwsze pomiary meteorologiczne podczas lotu balonem wykonał w czasie lotu w Warszawie w 1808 roku polski pionier awiacji Jordaki Kuparentko.

### Archeologia
Balony wykorzystuje się do wykonywania dokumentacji fotograficznej stanowisk archeologicznych. Pionierem takiego zastosowania balonów w Polsce był polski archeolog Wojciech Kóčka, który wraz ze Zdzisławem Rajewskim zaprojektował balon na uwięzi do wykonywania zdjęć terenu wykopalisk z lotu ptaka, stając się w ten sposób jednym z pionierów archeologii lotniczej. Po raz pierwszy metodę tę zastosowano w latach 1934–1938 podczas dokumentacji stanowiska archeologicznego w Biskupinie, a także w latach 1937–1938 w Gnieźnie oraz podczas inwentaryzacji grodzisk wczesnośredniowiecznych na terenie Wielkopolski.

### Wojskowość
Po wielu udanych próbach lotów balonów zaczęto zastanawiać się nad wykorzystaniem ich dla potrzeb rozpoznania, zwłaszcza do prowadzenia obserwacji w artylerii, a także nad ich zwalczaniem w razie użycia go jako środka rozpoznania lub walki.
Przez prawie 10 lat we Francji prowadzono różnego rodzaju doświadczenia z balonami. Dopiero w 1793 Francuzi dokonali po raz pierwszy prób wykorzystania balonów do prowadzenia obserwacji przez załogi twierdz Condé i Valenciennes obleganych przez wojska austriackie i pruskie. W związku z tym francuski Komitet Ocalenia Publicznego (le Comité de Salut Public), z inicjatywy gen. Lazare’a Nicolasa Carnota (1753–1823), zdecydował podczas posiedzenia 24 listopada 1793 o użyciu balonów do celów wojskowych. Jednocześnie komisja pod przewodnictwem Louisa Bernarda Guytona de Morveau (1737–1816) poleciła skonstruować balon napełniany wodorem, mogący unieść dwóch obserwatorów. Zadanie to otrzymał inż. mechanik Nicolas Jacques Conté (1755–1805). Ściśle z nim współpracował fizyk – kpt. Jean Marie Coutelle (1748–1835), który przedstawił nową technologię otrzymywania wodoru w warunkach polowych (w wyniku rozkładu wody w specjalnym piecu). Jeszcze pod koniec 1793 balon był gotowy. Komisja pozytywnie oceniła jego możliwości i poleciła skierować do armii gen. Jeana Baptiste Jourdana (1762–1833).
2 kwietnia 1794 Francuzi przystąpili do formowania pierwszego pododdziału żeglarzy powietrznych (tzw. Aérostiers) – kompanii balonowej w składzie: kapitan, porucznik i podporucznik, 5 podoficerów, 25 szeregowych i 1 dobosz. Jej dowódcą został kpt. Jean Marie Coutelle. Żołnierze kompanii nosili niebieskie mundury z czarnym kołnierzem i wyłogami oraz czerwonymi wypustkami. Na guzikach był umieszczony napis Aérostiers. Kompania dysponowała początkowo balonem L’Entreprenant (Zuchwały), a następnie sześcioma balonami na uwięzi o średnicy 9,8 m.
Nowo utworzony pododdział został 2 czerwca 1794 użyty po raz pierwszy do celów zwiadowczych pod Maubeuge (w pobliżu obecnej granicy francusko-belgijskiej) podczas wojny francusko-austriackiej. Balon (na uwięzi na długich linach) wznosił się – z 2 obserwatorami w gondoli – na wysokość ok. 300 m. Kartki z informacjami o ruchach oddziałów austriackich były zrzucane przez obserwatora na ziemię w obciążonych woreczkach, a następnie wysyłane do dowodzącego francuskimi wojskami gen. Jeana Baptiste Jourdana.
Francuzi początkowo bezpiecznie prowadzili obserwację pola walki. Austriacy jednak szybko dostrzegli nowy element ugrupowania bojowego francuskich wojsk, doceniając jego znaczenie. Dlatego też podjęli próbę likwidacji balonu ogniem artyleryjskim.
21 czerwca 1794 kompania balonowa zajęła stanowisko w pobliżu miejscowości Charleroi. I znów Austriacy ostrzelali balon z haubicy. Tym razem jednak strzelali tak dobrze, iż jeden z pocisków przeleciał między balonem a gondolą.
Pięć dni później kompanię użyto z powodzeniem także w bitwie pod Fleurus, gdzie wyniki obserwacji z balonu walnie przyczyniły się do zwycięstwa Francuzów. W tym wypadku, aby ułatwić przekazywanie informacji, balon wypuszczono w przestrzeń powietrzną bezpośrednio w pobliżu miejsca rozmieszczenia sztabu armii gen. Jeana Baptiste Jourdana.
W działaniach wojennych prowadzonych w latach 1794–1801 wzięły udział dwie francuskie kompanie balonowe. 3 września 1796 podczas bitwy pod Würzburgiem Austriacy wzięli do niewoli całą 2. kompanię wraz z balonem Hercule. Pierwszą kompanię Napoleon Bonaparte (1769–1821) skierował zaś do Egiptu, lecz po drodze transport został zatopiony przez Brytyjczyków.
W ostatniej ćwierci XIX w. kilka państw przystąpiło do formowania etatowych pododdziałów balonowych:
- 1872 – Niemcy,
- 1877 – Francja,
- 1879 – Wielka Brytania,
- 1885 – Włochy i Rosja,
- 1892 – Stany Zjednoczone,
- 1893 – Austro-Węgry,

Balony były stosowane do obserwacji i kierowania ogniem artylerii w czasie I i II wojny światowej.
W miarę rozwoju lotnictwa bombowego zaczęto stosować balony zaporowe. Używane one były do osłony ważnych celów przed bombardowaniem do okresu II wojny światowej, m.in. w systemie obrony przeciwlotniczej Londynu podczas bitwy o Anglię, czy w czasie obrony przed pociskami V-1.

## Balony na innych planetach
Zdolność balonów do poruszania się w powietrzu przy minimalnym wydatku energii czyni z nich narzędzie do badania planet posiadających atmosferę. Aerostat może obserwować powierzchnię planety z wysokości kilku kilometrów. Znajduje się na dużo mniejszej wysokości niż sondy orbitalne. Na balonie można umieścić analizatory badające parametry fizyczne oraz skład atmosfery. W 1984 radziecka sonda Vega wystrzeliła do atmosfery Wenus dwa balony wyposażone w zestawy sensorów. Przez 2 dni przekazywały one dane telemetryczne dotyczące atmosfery tej planety.
Największym problemem sondy umieszczonej w balonie stanowi przemieszczanie się w wybranym kierunku. Prace badawcze prowadzone na zlecenie NASA wykazały, że balon w atmosferze Marsa, po wyposażeniu w odpowiedni żagiel, mógłby korzystając z siły wiatru, przemieszczać się w okolice interesujące dla badaczy.